# Qianosuchus
Qianosuchus foi um réptil marinho pré-histórico que viveu durante o período triássico da era mesozoica, cerca de 240 milhões de anos atrás. Seus fósseis foram encontrados na China. Uma espécie misteriosa, não parece pertencer a nenhuma ordem ou família conhecida.
Com 3 metros de comprimento, o Qianosuchus foi um dos primeiros arcossauros a adaptar-se à vida marinha. Aparentemente ele ainda conseguia se locomover em terra, com suas longas patas, mas passava a maior parte do tempo caçando peixes para se alimentar, nadando com sua poderosa cauda como fazem hoje os crocodilos.